# 피치카토

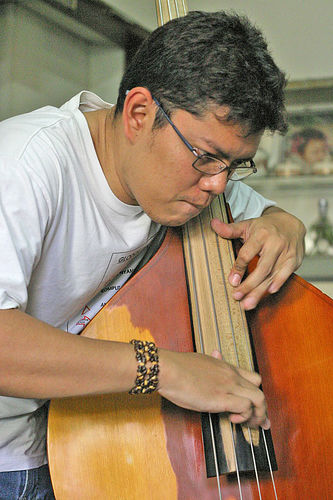
재즈 베이스의 연주는 보통 피치카토로 이루어진다. 사진의 재즈피치카토 연주법은 보통의 피치카토와 다르다.

피치카토(Pizzicato)는 현을 손가락으로 튕기어 음을 내는 방법이다.
아티큘레이션(Articulation)의 하나로, 활로 현을 켜는 아르코(Arco) 주법과 대조대는 주법이다. 악보에는 'pizz.'로 적으며 활로 연주할 것을 특히 지시하려고 할 때에는 아르코(arco. 이탈리아어로 '활'이라는 뜻)라고 한다.
왼손으로 피치카토를 하는 것은 ' pizz. '라고 적지 않고 ' + ' 로 표시한다.